# Voltametria de redissolução anódica
A Voltametria de Redissolução Anódica (ASV) é comumente utilizada para a detecção de metais pesados. Esta técnica possui duas etapas principais: pré-concentração e dissolução. A etapa de pré-concentração envolve acumular os cátions metálicos na superfície do eletrodo de trabalho e, em seguida, obter um sinal correlacionado por voltametria. Os metais pesados são reduzidos a metais de valência zero quando um potencial negativo é aplicado e, em seguida, são depositados na superfície do eletrodo de trabalho (working electrode). Após o passo de pré-concentração, o passo de dissolução é realizado varrendo o potencial do eletrodo na direção anódica para reoxidar os metais de valência zero em cátions.